# Bejoording
Bejoording is een plaats in de regio Wheatbelt in West-Australië.

## Geschiedenis
Ten tijde van de Europese kolonisatie leefden de Balardong Nyungah in de streek.
George Fletcher Moore verkende de streek in 1836. Hij vermeldde de naam Bejoording als een plaatsnaam gebruikt door de Aborigines. Op Arrowsmiths koloniale kaart uit 1839 staat de plaats als een toekomstige dorpslocatie aangegeven. De eerste kavels werden in 1856/57 verkocht. Het dorp werd pas in 1899 officieel gesticht.
Centraal in de geplande dorpskern ligt de 'Bejoording Spring'. Het was de bedoeling dat de landarbeiders van de rondom gelegen landerijen zich rond een centraal plein rond de bron zouden vestigen. Er ontwikkelde zich in West-Australië echter nooit een echte landadel naar Engels model. De landarbeiders streefden ernaar zelf boerderijen te bezitten en het dorp kwam nooit echt tot ontwikkeling. De meeste kavels bleven in handen van de familie Syred. In 1869 werd er wel een privaat schooltje geopend voor een twintigtal kinderen, voornamelijk kinderen van de aangetrouwde families Syred.

## 21e eeuw
In het begin van de 21e eeuw stelde Peter Syred aan de lokale overheid van het landbouwdistrict Shire of Toodyay, waar Bejoording deel van uit maakt, voor om de 69 kavels die hij in eigendom had aan hen over te laten. In overeenstemming met het 'Local Planning Scheme No. 4' zou de dorpslocatie dan toch nog tot ontwikkeling kunnen komen. Bejoording heeft een brandweerschuur en een vrijwillige brandweerbrigade. In 2021 telde Bejoording 157 inwoners.

## Transport
Bejoording ligt aan de Bindi-Bindi Toodyay Road die aansluit op de Great Northern Highway en via de Toodyay Road op de Great Eastern Highway. Het ligt 110 kilometer ten noordoosten van Perth, 29 kilometer ten westzuidwesten van Goomalling en 20 kilometer ten noorden van Northam.

## Klimaat
Bejoording kent een warm mediterraan klimaat, Csa volgens de klimaatclassificatie van Köppen. De gemiddelde jaarlijkse temperatuur bedraagt er 17,9 °C. De gemiddelde jaarlijkse neerslag ligt rond 479 mm.